# 瀬戸山 (徳島県)
瀬戸山（せとやま）は、徳島県海部郡海陽町にある山である。標高は554m。

## 地理
旧海南町南部に位置する。海部川の支流である相川と笹無谷川に挟まれた尾根上にある。最高位は540mの等高線で示されるが、その西野標高点は510mを示している。
笹無谷川を隔てて小谷山と対峙する。笹無谷川はアメゴとイタドリで知られ、海部刀の発祥地でもある。イノシシの生息地としてもよく知られる。北斜面はすべてスギ・ヒノキの人工林である。